# Eclipsa de Soare din 18 martie 1969
O eclipsă de Soare inelară a avut loc pe 18 martie 1969. 
O eclipsă de Soare are loc atunci când Luna trece între Pământ și Soare, ascunzând astfel total sau parțial imaginea Soarelui pentru un privitor de pe Pământ. O eclipsă inelară de Soare are loc atunci când diametrul aparent al Lunii este mai mic decât cel al Soarelui, blocând cea mai mare parte a luminii Soarelui și făcând ca Soarele să arate ca un inel. O eclipsă inelară apare ca o eclipsă parțială peste o regiune a Pământului de mii de kilometri lățime. 
Inelaritatea a fost vizibilă dintr-o parte a Indoneziei și din doi atoli (Faraulep și Gaferut) din Teritoriul sub Tutelă al Insulelor Pacificului, care acum aparțin Statelor Federate ale Microneziei.
S-a produs în urmă cu 56 ani, 7 zile.

## Parcurs și vizibilitate
Atenție! Pentru a observa cu ochiul liber o eclipsă de Soare, de orice tip ar fi ea, este nevoie de un filtru solar special. Fără acest filtru observarea eclipsei duce la accidente grave ale ochiului, care pot ajunge până la orbire. Filtrul cel mai accesibil este filtrul de sudură mai dens, însă, din cauza grosimii sticlei, pot apărea imagini duble. Filtrul ideal, numit filtru Mylar, este o peliculă aluminizată care oprește radiațiile periculoase. O altă variantă sigură este proiectarea imaginii solare pe un ecran.
Evenimentul a început în zorii locali, în sud-vestul Oceanului Indian, la aproximativ 490 de kilometri nord-est de Insulele Prințului Edward; apoi penumbra Lunii s-a deplasat spre est și apoi spre nord-est, călătorind de-a lungul unei lungi porțiuni de ocean la aproximativ 420 de kilometri nord-vest de Raleigh, New South Wales, Australia. Zona de eclipsă maximă a avut loc în Marea Timor; ulterior, penumbra a trecut prin unele insule indoneziene, a pătruns în Oceanul Pacific și a acoperit unele insule ale Teritoriului sub Tutelă al Insulelor Pacificului, (acum parte a Statelor Federate ale Microneziei). Evenimentul s-a încheiat în Insulele Marshall, la apus, la aproximativ 220 de kilometri nord-est de atolul Bikar.

## Eclipse înrudite

### Eclipsele de Soare din 1968 - 1971
Această eclipsă, din 18 martie 1969, este membră a unei serii semestriale. O eclipsă dintr-o serie semestrială de eclipse de Soare se repetă aproximativ la fiecare 177 de zile și 4 ore (un semestru) la nodurile alternative ale orbitei Lunii.

### Saros 129
Eclipsa de Soare din 18 martie 1969 este o parte a ciclului Saros 129, care se repetă la fiecare 18 ani, 11 zile, conținând 80 de evenimente. Seria a început cu o eclipsă parțială de Soare pe 3 octombrie 1103. Conține eclipse inelare din 6 mai 1464 până în 18 martie 1969, eclipse hibride din 29 martie 1987 până în 20 aprilie 2023 și eclipse totale din 30 aprilie 2041 până în 26 iulie 2185. Seria se termină la membrul 80 ca o eclipsă parțială pe 21 februarie 2528. Cea mai lungă durată a totalității va fi de 3 minute și 43 de secunde, pe 25 iunie 2131. Toate eclipsele din această serie au loc la nodul ascendent al Lunii.